# Leonard H. Stringfield
Leonard Stringfield, né en 1920 et mort le 18 décembre 1994, est un essayiste américain. Il a écrit de nombreux livres et des publications dans le domaine de l'ufologie, pour lesquels son autorité fut incontestable.

## Biographie
Leonard Stringfield fut officier des services d'information militaire durant la Seconde Guerre mondiale. Après la guerre, il rejoint l'industrie de fabrication internationale Dubois Chemicals, où il exercera pendant 31 ans, en devenant directeur des relations publiques et des services de marketing. Intéressé par les OVNIS depuis la fin des années 1950, il écrivit plusieurs livres et publications sur le sujet et il fut appelé à collaborer au Rapport Condon. Il a pris sa retraite en 1981 et s'est consacré à plein temps à l'ufologie. Il est décédé en 1994 après avoir mené un long combat contre le cancer.

## Chronologie de son activité

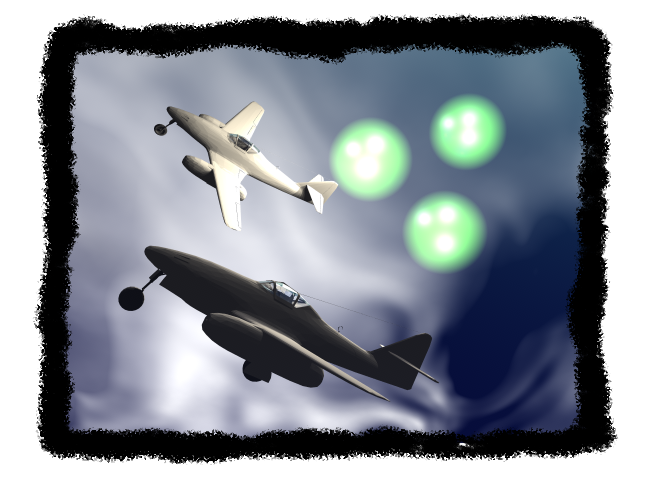
Foofighter

Stringfield a déclaré avoir vu un OVNI pour la première fois en 1945 au Japon, près d'Iwo Jima, trois jours avant la fin de la guerre, alors qu'il pilotait un Curtiss C-46 avec une douzaine de spécialistes de l'aéronautique. La rencontre lui fut tellement traumatisante qu'il essaya de l'oublier. Ce souvenir resta ancré dans sa mémoire, et au début des années cinquante, il s'est intéressé à l'ufologie eu égard aux nombreuses observations d'OVNI dans les États-Unis, depuis 1940. Stringfield fut convaincu que les Foo Fighters repérés par les pilotes pendant la guerre et les OVNIS découverts plus tard étaient de même nature et qu'il s'agissait probablement d'engins extraterrestres.

### 1954

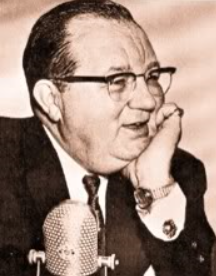
Frank Edwards

Leonard Stringfield fonde, en cette année, une association pour l'étude relative aux ovnis sous le vocable Objets Volants Interplanétaires de Recherche Civile (CRIFO). L'association a débuté la publication d'un bulletin mensuel appelé ORBIT, qui a attiré l'attention du journaliste de radio Frank Edwards. De ce fait, Stringfield fut invité par le présentateur à participer à un programme radiophonique afin qu'il y explique qui il est et quel sont les objectifs de son association. Frank Edwards était un écrivain et radiodiffuseur et l'un des pionniers de la radio, il est également devenu connu pour une série de livres populaires sur les OVNIS et d'autres phénomènes paranormaux.

### 1955
Le commandement de la base de défense aérienne de l'Ohio, dans lequel résidait Stringfield, lui demanda de participer à l'analyse des observations d'OVNIS dans le nord-ouest de cet État. La même année, il reçut du capitaine Edward J. Ruppelt, un officier américain de l'US Air Force, surtout connu pour avoir participé au Projet Blue Book, une enquête de l'Armée américaine sur les ovnis dans les années 1950, son vécu et des informations pour étayer un livre qu'il rédigeait. Stringfield a rapporté ce témoignage avec l'Armée de l'Air dans deux de ses livres.

### 1957
Stringfield cesse l'édition des bulletins CRIFO et ORBIT à la suite de son intégration au NICAP. C'est l'année, où il publie son premier livre relatif aux ovnis, Inside Saucer Post. Entre 1967 et 1969, il est appelé à collaborer à la Commission Condon pour analyser les observations rapportées dans le sud-ouest de l'Ohio.

### 1972

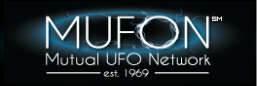
Mutual UFO Network

il quitte le NICAP pour poursuivre ses propres enquêtes sur les ovnis, en se concentrant uniquement sur les crashs d'OVNIS. Plus tard, il a collaboré avec les plus importantes associations d'ovnis aux États-Unis, notamment le Mutual UFO Network (MUFON, qui pourrait se traduire en français par : réseau de partage sur le sujet des OVNI) fournit les rapports sur les ovnis pour chaque épisode, tourné au Hangar 1. Parallèlement il collabore avec le CUFOS et le Fonds pour la recherche sur les ovnis (FUFOR) qui était un groupe de recherche sur les ovnis basé à Alexandria, en Virginie.

### 1977
Publication de son livre sur les OVNIS le plus célèbre Situation Red.

### 1978
il présenta un rapport sur les crash d'OVNIS au congrès du MUFON. La même année, il fut consultant en ufologie auprès du Premier ministre de la Grenade, Eric Gairy, qui proposa à l'ONU de créer une agence internationale pour l'étude des ovnis. Plus tard, Stringfield a publié d'autres livres sur les ovnis, dont le dernier en 1994, l'année de sa mort.

## Postérité
En 2012, lors du congrès annuel du MUFON, il avait été annoncé que l'association avait reçu en cadeau les soixante volumes contenant les enquêtes menées par Stringfield au cours de son activité. Le directeur du MUFON de Pennsylvanie, John Ventre, a déclaré que le MUFON prévoyait de numériser les volumes pour les rendre accessibles aux chercheurs en ufologie.

## Livres et publications
- (en) Inside Saucer Post...3-0 Blue: CRIFO Views the Status Quo: A Summary Report (1957)
- (en) Situation Red, Fawcett Crest Books 1977 (PB),  (ISBN 0-449-23654-4)
- (en) Retrievals of the Third Kind: A case study of alleged UFOs and occupants in military custody (1978), presented as a speaker at the Ninth Annual MUFON Symposium in Dayton, Ohio, July, 1978. (Unofficially: Status Report I)[4]
- (en) The UFO Crash/Retrieval Syndrome: Status report II: New Sources, New Data (1980)
- (en) UFO Crash/Retrievals: Amassing the Evidence: Status Report III (1982)
- (en) The fatal encounter at Ft. Dix-McGuire: A case study: Status Report IV (1985)
- (en) UFO Crash/Retrievals: Is the coverup lid lifting?: Status Report V (1989)
- (en) UFO Crash/Retrievals: The Inner sanctum : Status Report VI (1991)
- (en) UFO Crash/Retrievals: Search for Proof in a Hall of Mirrors: Status Report VII (1994)